# Thaumalea nigronitida
Thaumalea nigronitida är en tvåvingeart som beskrevs av Papp 2006. Thaumalea nigronitida ingår i släktet Thaumalea och familjen mätarmyggor.
Artens utbredningsområde är Thailand. Inga underarter finns listade i Catalogue of Life.